# Great-Lakes-Airlines-Flug 5925
Der Great-Lakes-Airlines-Flug 5925 (Flugnummer: ZK5925) war ein Regionalflug vom Chicago O’Hare International Airport in Chicago, Illinois zu dem Regionalflughafen Quincy Municipal Airport in Quincy, Illinois. Am 19. November 1996  wurde der Flug mit einer Beechcraft 1900C der Great Lakes Airlines durchgeführt, die während der Landung in Quincy mit einer privaten Beechcraft 65-A90 King Air kollidierte. Die 12 Insassen der Beechcraft 1900C, die den Zusammenstoß zunächst überlebt hatten, starben beim anschließend ausgebrochenen Brand, weil sich eine Passagiertür der Maschine weder von außen noch von innen öffnen ließ und den Passagieren nicht bekannt war, dass das Flugzeug über einen zusätzlichen Notausstieg verfügte.

## Flugzeuge und Besatzungen

### Erstes Flugzeug
Die an dem Unfall beteiligte Passagiermaschine war eine Beechcraft 1900C, die am 28. Dezember 1989 an den einzigen Betreiber Great Lakes Airlines ausgeliefert wurde. Zunächst wurde die Maschine mit dem Luftfahrzeugkennzeichen N819GL zugelassen, ab August 1992 wurde sie mit dem neuen Kennzeichen N87GL betrieben. Die Maschine wurden von der 30-jährigen Kapitänin Kate Gathje und dem 24-jährigen Ersten Offizier Darren McCombs gesteuert.

### Zweites Flugzeug
Die zweite betroffene Maschine war eine private Beechcraft 65-A90 King Air. Die Maschine war mit dem Luftfahrzeugkennzeichen N1127D zugelassen. Sie wurde im August 1967 erstmals zugelassen, trug die Werknummer LJ-223 und war durch einen privaten Betreiber über das Unternehmen Centurion Investment finanziert, welches der dritte Halter der Maschine war. Die Maschine wurde von der 34-jährigen Laura Brooks Winkleman gesteuert, die einen Berufspilotenschein besaß und ihre Musterberechtigung für die King Air erwerben wollte. Sie befand sich gemeinsam mit ihrem Fluglehrer, dem 63-jährigen Neil Reinwald in der Maschine.

## Unfallhergang

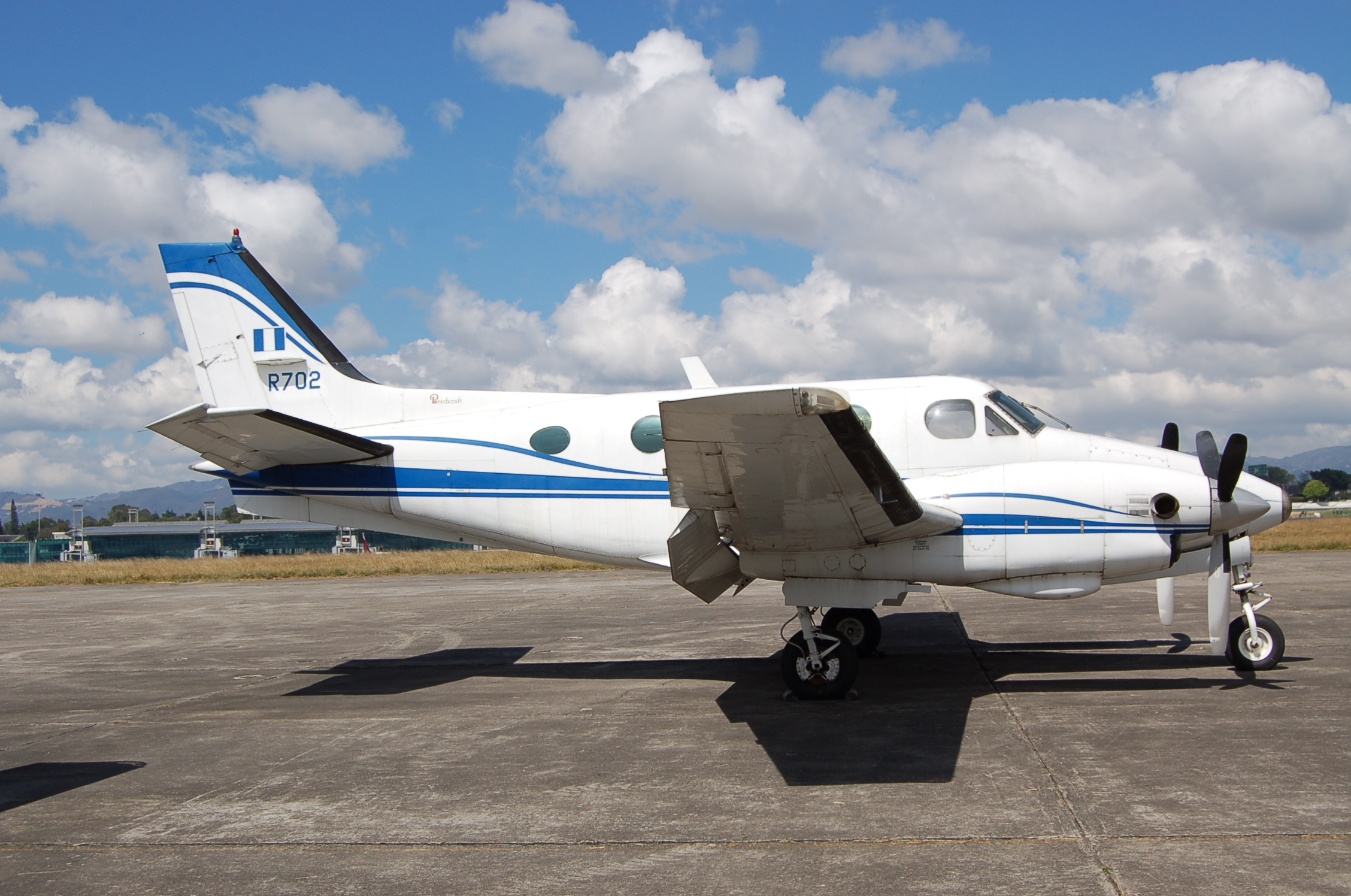
Eine Beechcraft King Air A90, ähnlich der zweiten beteiligten Maschine

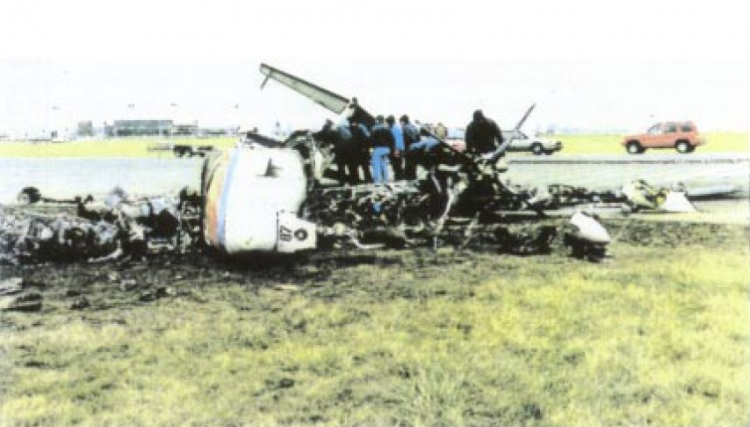
Das Wrack der Beechcraft 1900C

Die Beechcraft 1900C war um 15:25 Uhr Ortszeit in Chicago gestartet. Neben den beiden Piloten waren keine weiteren Besatzungsmitglieder an Bord. Anstatt, wie auf Passagierflügen üblich, durch Flugbegleiter vorgeführt zu werden, wurden die Sicherheitshinweise in Form eines Videos eingespielt. Für den Flug nach Quincy hatten 10 Passagiere in der Beechcraft 1900C Platz genommen. Der Flug zum planmäßigen Zwischenstopp auf dem Southeast Iowa Regional Airport in Burlington, Iowa verlief ohne besondere Vorkommnisse.
Während die Maschine den Flughafen Quincy auf Landebahn 13 anflog waren zwei Kleinflugzeuge, eine Beechcraft King Air, sowie eine Piper Cherokee, zur kreuzenden Startbahn 4 gerollt. Da der kleine Flughafen nicht durch einen Kontrollturm überwacht wurde, wurde die Reihenfolge der Ab- und Anflüge per Funk zwischen den Piloten abgestimmt. Die Kapitänin der United-Express-Maschine erkundigte sich über Funk, ob die Besatzung der King Air plant, ihre Landung abzuwarten, oder vorher starten möchte. Als sie keine Antwort erhielt, wiederholte sie ihre Frage. Der Pilot der Piper Cherokee ging bei der Wiederholung der Anfrage über Funk davon aus, dass diese ihm gelte. Er sagte, dass er hinter der King Air warte. Die letzten Worte des Funkspruchs, „King Air“, wurden von der Kapitänin der landenden Maschine nicht mehr empfangen, weil in diesem Moment ein Warnton des Bodenannäherungswarnsystems des Flugzeugs ertönte. Die Kapitänin ordnete den Funkspruch fälschlicherweise der Besatzung der King Air zu. In der Annahme, dass beide Maschinen ihre Landung abwarten, ließ sie ihre Maschine auf die Landebahn sinken. In diesem Moment rollte die King Air los und kollidierte mit der Beechcraft 1900C an der Kreuzung der beiden Start- und Landebahnen.
Die beiden Insassen der King Air wurden bei dem Zusammenstoß getötet. Die Insassen der United-Express-Maschine überlebten zunächst alle den Zusammenstoß. An der Maschine war jedoch ein Feuer ausgebrochen. Ersthelfer eilten zu der Beechcraft 1900C und versuchten, die Haupttür zu öffnen, was ihnen trotz minutenlanger Versuche nicht gelang. Ebenso erfolglos blieben Öffnungsversuche durch die Insassen der Maschine.

## Unfallursache
Bei der Ermittlung der Unfallursache überprüften die Flugunfallermittler zunächst die nicht zu öffnende Tür. Sie stellten fest, dass sich durch den Zusammenstoß der Seilzug, der die Türriegel öffnet, gelockert hatte. Aufgrund der fehlenden Seilspannung funktionierte daher der Türmechanismus nicht mehr.
Die meisten Toten wurden im Bereich der blockierten Haupttür aufgefunden. Die Beechcraft 1900C hatte auf der linken Seite neben der Haupttür mittig noch einen Notausstieg. Es konnte festgestellt werden, dass der Erste Offizier, nachdem er die blockierte Haupttür nicht öffnen konnte, versucht hatte, zu der hinteren Tür zu gelangen. Anhand der Position der Leiche des Ersten Offiziers folgerten die Ermittler, dass dieser in dem dichten Qualm handlungsunfähig wurde, ehe er die Tür erreichen konnte.
Die Ermittler führten den Umstand, dass die hintere Tür nicht benutzt wurde, darauf zurück, dass die Passagiere das vor dem Abflug eingespielte Video mit den Sicherheitshinweisen nicht allzu aufmerksam verfolgt hatten.
Bei der Ermittlung der Gründe für den Zusammenstoß der beiden Maschinen stellten die Ermittler fest, dass die landende Maschine stets gut vom Cockpit der King Air aus zu sehen war. Die Besatzung der King Air, allen voran der Fluglehrer Neil Reinwald, hatte offensichtlich versäumt, auf herannahende Flugzeuge zu achten.